# Cécile McLorin Salvant
Cécile McLorin Salvant é uma vocalista de jazz americana. Nasceu em 28 de agosto de 1989 em Miami, Florida.
Salvant foi a vencedora do primeiro prêmio na Competição Internacional de Jazz Thelonious Monk em 2010. 
Depois de completar o ensino médio, Salvant se mudou para a França, onde estudou canto erudito e começou seus estudos de jazz com o multi-instrumentista Jean-François Bonnel.
Salvant gravou para o Mack Avenue Records, selo de Detroit.
Salvant ganhou quatro categorias do Down Beat Critics Poll em 2014: Álbum do ano na categoria Jazz, Vocalista Feminina, Revelação – categoria Jazz, Revelação – categoria Vocalista Feminina. Ela também foi indicada em 2014 ao Grammy Award pelo álbum Womanchild. Ela ganhou o Grammy de Melhor Vocal Jazz Album de seu CD "For One To Love" em 2016

## Biografia
Salvant nasceu em Miami, Flórida, a um médico Haitiano pai e uma mãe francesa , que é o fundador e presidente de uma escola em Miami.

## Discografia

### Álbuns
- Woman Child (Mack Avenue Records, 2013)

### Compilações
- It's Christmas on Mack Avenue (Mack Avenue Records, 2014)

### Colaborações
- - It's Christmas on Mack Avenue (Mack Avenue Records, 2014)
  - 2012 : Gouache,  Jacky Terrasson (Universal Music)
  - 2014 : Federico Britos Presents Hot Club of the Americas (Hot Club of The Americas)
  - 2015 : Big Band Holidays, Jazz at Lincoln Center Orchestra with Wynton Marsalis. (Blue Engine Records)
  - 2016 : Watt's, Fred Nardin & Jon Boutellier Quartet